# David Garrett/Diskografie
Diese Diskografie ist eine Übersicht über die musikalischen Werke des deutschen Violinisten David Garrett. Den Quellenangaben zufolge verkaufte er bisher mehr als drei Millionen Tonträger, davon alleine in Deutschland über 2,7 Millionen Tonträger. Seine erfolgreichste Veröffentlichung ist das achte Studioalbum Rock Symphonies mit über 600.000 verkauften Einheiten.

## Alben

### Studioalben
| Jahr | Titel Musiklabel                                                       | Höchstplatzierung, Gesamtwochen, AuszeichnungChartplatzierungen (Jahr, Titel, Musiklabel, Platzierungen, Wochen, Auszeichnungen, Anmerkungen) | Höchstplatzierung, Gesamtwochen, AuszeichnungChartplatzierungen (Jahr, Titel, Musiklabel, Platzierungen, Wochen, Auszeichnungen, Anmerkungen) | Höchstplatzierung, Gesamtwochen, AuszeichnungChartplatzierungen (Jahr, Titel, Musiklabel, Platzierungen, Wochen, Auszeichnungen, Anmerkungen) | Höchstplatzierung, Gesamtwochen, AuszeichnungChartplatzierungen (Jahr, Titel, Musiklabel, Platzierungen, Wochen, Auszeichnungen, Anmerkungen) | Höchstplatzierung, Gesamtwochen, AuszeichnungChartplatzierungen (Jahr, Titel, Musiklabel, Platzierungen, Wochen, Auszeichnungen, Anmerkungen) | Anmerkungen                                                                                                |
| Jahr | Titel Musiklabel                                                       | DE | AT | CH | UK | US | Anmerkungen                                                                                                |
| ---- | ---------------------------------------------------------------------- | --- | --- | --- | --- | --- | --- |
| 1995 | Beethoven “Frühlings-Sonate • Spring” Deutsche Grammophon (UMG)        | — | — | — | — | — | Erstveröffentlichung: 1. Februar 1995                                                                      |
| 1995 | Mozart: Violinkonzerte Deutsche Grammophon (UMG)                       | — | — | — | — | — | Erstveröffentlichung: 23. Oktober 1995 mit Claudio Abbado                                                  |
| 1997 | Paganini Caprices Deutsche Grammophon (UMG)                            | — | — | — | — | — | Erstveröffentlichung: 29. Juni 1997                                                                        |
| 2001 | Tchaikovsky, Conus: Violin Concertos Deutsche Grammophon (UMG)         | — | — | — | — | — | Erstveröffentlichung: 22. Oktober 2001                                                                     |
| 2007 | Free auch bekannt als: Virtuoso Decca Records (UMG) • DEAG Music (WMG) | DE32 ×3Dreifachgold · (44 Wo.)DE | AT51 (2 Wo.)AT | CH96 (1 Wo.)CH | UK17 (3 Wo.)UK | — | Erstveröffentlichung: 2. März 2007 Verkäufe: + 300.000                                                     |
| 2008 | Encore auch bekannt als: David Garrett Decca Records (UMG)             | DE7 ×5Fünffachgold · (114 Wo.)DE | AT9 Platin · (58 Wo.)AT | CH31 (31 Wo.)CH | — | US116 (6 Wo.)US | Erstveröffentlichung: 24. Oktober 2008 Verkäufe: + 520.000                                                 |
| 2009 | Classic Romance Decca Records (UMG)                                    | DE4 Platin · (49 Wo.)DE | AT12 (17 Wo.)AT | CH21 (18 Wo.)CH | — | — | Erstveröffentlichung: 6. November 2009 Verkäufe: + 200.000                                                 |
| 2010 | Rock Symphonies Decca Records (UMG)                                    | DE1 ×5Fünffachgold · (72 Wo.)DE | AT3 ×2Doppelplatin · (46 Wo.)AT | CH4 (30 Wo.)CH | UK21 (4 Wo.)UK | US41 (7 Wo.)US | Erstveröffentlichung: 20. Juli 2010 Verkäufe: + 600.000                                                    |
| 2011 | Legacy Decca Records (UMG)                                             | DE6 Platin · (19 Wo.)DE | AT8 Gold · (10 Wo.)AT | CH18 (12 Wo.)CH | UK87 (1 Wo.)UK | — | Erstveröffentlichung: 4. November 2011 Verkäufe: + 210.000                                                 |
| 2012 | Music Decca Records (UMG)                                              | DE2 ×2Doppelplatin · (50 Wo.)DE | AT3 Platin · (54 Wo.)AT | CH7 (25 Wo.)CH | — | — | Erstveröffentlichung: 12. Oktober 2012 Verkäufe: + 420.000                                                 |
| 2013 | Garrett vs. Paganini auch bekannt als: Caprice Decca Records (UMG)     | DE8 Gold · (14 Wo.)DE | AT5 Platin · (11 Wo.)AT | CH19 (11 Wo.)CH | UK60 (1 Wo.)UK | — | Erstveröffentlichung: 25. Oktober 2013 Verkäufe: + 115.000                                                 |
| 2014 | Timeless – Brahms & Bruch Violin Concertos Decca Records (UMG)         | DE11 Gold · (13 Wo.)DE | AT9 (9 Wo.)AT | CH25 (9 Wo.)CH | — | — | Erstveröffentlichung: 24. Oktober 2014 Verkäufe: + 100.000 mit Zubin Mehta & Israel Philharmonic Orchestra |
| 2015 | Explosive Decca Records (UMG)                                          | DE4 Gold · (20 Wo.)DE | AT4 Gold · (19 Wo.)AT | CH7 (18 Wo.)CH | — | — | Erstveröffentlichung: 4. September 2015 Verkäufe: + 107.500; mit Royal Philharmonic Orchestra              |
| 2017 | Rock Revolution Decca Records (UMG)                                    | DE5 Gold · (20 Wo.)DE | AT5 Gold · (23 Wo.)AT | CH12 (15 Wo.)CH | — | — | Erstveröffentlichung: 15. September 2017 Verkäufe: + 107.500                                               |
| 2020 | Alive – My Soundtrack Polydor (UMG)                                    | DE4 (21 Wo.)DE | AT12 (2 Wo.)AT | CH7 (7 Wo.)CH | — | — | Erstveröffentlichung: 9. Oktober 2020                                                                      |
| 2022 | Iconic Deutsche Grammophon (UMG)                                       | DE4 Gold (Classical) · (13 Wo.)DE | AT9 (7 Wo.)AT | CH25 (4 Wo.)CH | — | — | Erstveröffentlichung: 4. November 2022 Verkäufe: + 30.000                                                  |
| 2024 | Millennium Symphony Polydor (UMG)                                      | DE2 (13 Wo.)DE | AT3 (5 Wo.)AT | CH16 (2 Wo.)CH | — | — | Erstveröffentlichung: 18. Oktober 2024                                                                     |

### Kompilationen
| Jahr | Titel Musiklabel                                           | Höchstplatzierung, Gesamtwochen, AuszeichnungChartplatzierungen (Jahr, Titel, Musiklabel, Platzierungen, Wochen, Auszeichnungen, Anmerkungen) | Höchstplatzierung, Gesamtwochen, AuszeichnungChartplatzierungen (Jahr, Titel, Musiklabel, Platzierungen, Wochen, Auszeichnungen, Anmerkungen) | Höchstplatzierung, Gesamtwochen, AuszeichnungChartplatzierungen (Jahr, Titel, Musiklabel, Platzierungen, Wochen, Auszeichnungen, Anmerkungen) | Höchstplatzierung, Gesamtwochen, AuszeichnungChartplatzierungen (Jahr, Titel, Musiklabel, Platzierungen, Wochen, Auszeichnungen, Anmerkungen) | Höchstplatzierung, Gesamtwochen, AuszeichnungChartplatzierungen (Jahr, Titel, Musiklabel, Platzierungen, Wochen, Auszeichnungen, Anmerkungen) | Anmerkungen                            |
| Jahr | Titel Musiklabel                                           | DE | AT | CH | UK | US | Anmerkungen                            |
| ---- | ---------------------------------------------------------- | --- | --- | --- | --- | --- | -------------------------------------- |
| 2002 | Pure Classics Deutsche Grammophon (UMG)                    | — | — | — | — | — | Erstveröffentlichung: 29. Juni 2002    |
| 2008 | The Fascination of David Garrett Deutsche Grammophon (UMG) | — | — | — | — | — | Erstveröffentlichung: 7. November 2008 |
| 2013 | 14 Deutsche Grammophon (UMG)                               | DE65 (2 Wo.)DE | AT34 (2 Wo.)AT | — | — | — | Erstveröffentlichung: 22. März 2013    |
| 2014 | The Early Years Deutsche Grammophon (UMG)                  | — | — | — | — | — | Erstveröffentlichung: 27. Juni 2014    |
| 2018 | Unlimited – Greatest Hits Polydor (UMG)                    | DE9 (17 Wo.)DE | AT10 (9 Wo.)AT | CH30 (7 Wo.)CH | — | — | Erstveröffentlichung: 26. Oktober 2018 |

## Singles

### Als Leadmusiker
| Jahr | Titel Album                                                  | Höchstplatzierung, Gesamtwochen, AuszeichnungChartplatzierungen (Jahr, Titel, Album, Platzierungen, Wochen, Auszeichnungen, Anmerkungen) | Höchstplatzierung, Gesamtwochen, AuszeichnungChartplatzierungen (Jahr, Titel, Album, Platzierungen, Wochen, Auszeichnungen, Anmerkungen) | Höchstplatzierung, Gesamtwochen, AuszeichnungChartplatzierungen (Jahr, Titel, Album, Platzierungen, Wochen, Auszeichnungen, Anmerkungen) | Höchstplatzierung, Gesamtwochen, AuszeichnungChartplatzierungen (Jahr, Titel, Album, Platzierungen, Wochen, Auszeichnungen, Anmerkungen) | Höchstplatzierung, Gesamtwochen, AuszeichnungChartplatzierungen (Jahr, Titel, Album, Platzierungen, Wochen, Auszeichnungen, Anmerkungen) | Anmerkungen |
| Jahr | Titel Album                                                  | DE | AT | CH | UK | US | Anmerkungen |
| --- | ------------------------------------------------------------ | --- | --- | --- | --- | --- | --- |
| 2009 | Smooth Criminal Encore                                       | — | — | CH36 (3 Wo.)CH | — | — | Erstveröffentlichung: 7. April 2009 Original: Michael Jackson                                                             |
| 2009 | Christmas Classic –                                          | — | — | — | — | — | Erstveröffentlichung: 17. November 2009                                                                                   |
| 2011 | The 5th (Ben Preston Remix) Rock Symphonies                  | — | — | — | — | — | Erstveröffentlichung: 26. Juni 2011 Original: Ludwig van Beethoven – 5. Sinfonie                                          |
| 2014 | I Have a Dream Dancing Queens un tributo para ABBA (Sampler) | — | — | — | — | — | Erstveröffentlichung: 2. September 2014 Original: ABBA                                                                    |
| 2017 | Bitter Sweet Symphony Rock Revolution                        | — | — | — | — | — | Erstveröffentlichung: 18. August 2017 Original: The Verve                                                                 |
| 2017 | Stairway to Heaven Rock Revolution                           | — | — | — | — | — | Erstveröffentlichung: 1. September 2017 Original: Led Zeppelin                                                            |
| 2018 | The Show Must Go On Unlimited – Greatest Hits                | — | — | — | — | — | Erstveröffentlichung: 19. Oktober 2018 Original: Queen                                                                    |
| 2020 | Stayin’ Alive Alive – My Soundtrack                          | — | — | — | — | — | Erstveröffentlichung: 14. August 2020 Original: Bee Gees                                                                  |
| 2020 | Happy Alive – My Soundtrack                                  | — | — | — | — | — | Erstveröffentlichung: 18. September 2020 Original: Pharrell Williams                                                      |
| 2020 | Confutatis Alive – My Soundtrack                             | — | — | — | — | — | Erstveröffentlichung: 2. Oktober 2020 Original: Wolfgang Amadeus Mozart – Requiem                                         |
| 2020 | Alle Tage ist kein Sonntag –                                 | DE10 (1 Wo.)DE | — | — | — | — | Erstveröffentlichung: 11. Dezember 2020 mit Till Lindemann Original: Carl Ferdinands (Text) & Carl Clewing (Musik)        |
| 2022 | Ave Maria Iconic                                             | — | — | — | — | — | Erstveröffentlichung: 29. Juli 2022 feat. Andrea Bocelli Original: Franz Schubert – Ellens dritter Gesang                 |
| 2022 | I. Praeludium Op. 97d Iconic                                 | — | — | — | — | — | Erstveröffentlichung: 16. September 2022 feat. Itzhak Perlman; Original: Dmitri Shostakovich                              |
| 2022 | La fille aux cheveux de lin Iconic                           | — | — | — | — | — | Erstveröffentlichung: 7. Oktober 2022 feat. Cocomi; Original: Claude Debussy                                              |
| 2022 | Danse macabre Iconic                                         | — | — | — | — | — | Erstveröffentlichung: 21. Oktober 2022 feat. Franck van der Heijden & Orchestra the Prezent Original: Camille Saint-Saëns |
| 2024 | Shape of You Millennium Symphony                             | — | — | — | — | — | Erstveröffentlichung: 13. Mai 2024 Original: Ed Sheeran                                                                   |
| 2024 | Seven Nation Army Millennium Symphony                        | — | — | — | — | — | Erstveröffentlichung: 14. Juni 2024 Original: The White Stripes                                                           |
| 2024 | Naughty Girl Millennium Symphony                             | — | — | — | — | — | Erstveröffentlichung: 12. Juli 2024 Original: Beyoncé Knowles                                                             |
| 2024 | Titanium Millennium Symphony                                 | — | — | — | — | — | Erstveröffentlichung: 26. Juli 2024 Original: David Guetta feat. Sia                                                      |
| 2024 | Blinding Lights Millennium Symphony                          | — | — | — | — | — | Erstveröffentlichung: 9. August 2024 Original: The Weeknd                                                                 |
| 2024 | Despacito Millennium Symphony                                | — | — | — | — | — | Erstveröffentlichung: 23. August 2024 Original: Luis Fonsi feat. Daddy Yankee                                             |
| 2024 | Wake Me Up Millennium Symphony                               | — | — | — | — | — | Erstveröffentlichung: 6. September 2024 Original: Avicii feat. Aloe Blacc                                                 |
| 2024 | Moves like Jagger Millennium Symphony                        | — | — | — | — | — | Erstveröffentlichung: 20. September 2024 Original: Maroon 5 feat. Christina Aguilera                                      |
| 2024 | As It Was Millennium Symphony                                | — | — | — | — | — | Erstveröffentlichung: 4. Oktober 2024 Original: Harry Styles                                                              |
| Folgende Lieder erschienen nicht als Single, wurden aber durch das Album zum Download und Streaming bereitgestellt und konnten somit eine Platzierung erlangen: |                                                              | | | | | | |
| |                                                              | | | | | | |
| 2009 | He’s a Pirate Encore                                         | — | — | CH50 (3 Wo.)CH | — | — | Charteinstieg: 22. November 2009 Original: Klaus Badelt                                                                   |
| 2012 | Viva la Vida Music                                           | DE85 (1 Wo.)DE | — | — | — | — | Charteinstieg: 2. November 2012 Videoauskopplung: 12. Februar 2013 Verkäufe: + 30.000; Original: Coldplay                 |

### Als Gastmusiker
| Jahr | Titel Album            | Anmerkungen                                                                                               |
| ---- | ---------------------- | --- |
| 2022 | Space Table Symphony – | Erstveröffentlichung: 3. Juni 2022 Bernd Breiter feat. David Garrett & Frankfurt Radio Symphony Orchestra |

## Videoalben und Musikvideos

### Videoalben
| Jahr | Titel Musiklabel                                                                      | Höchstplatzierung, Gesamtwochen, AuszeichnungChartplatzierungen (Jahr, Titel, Musiklabel, Platzierungen, Wochen, Auszeichnungen, Anmerkungen) | Höchstplatzierung, Gesamtwochen, AuszeichnungChartplatzierungen (Jahr, Titel, Musiklabel, Platzierungen, Wochen, Auszeichnungen, Anmerkungen) | Höchstplatzierung, Gesamtwochen, AuszeichnungChartplatzierungen (Jahr, Titel, Musiklabel, Platzierungen, Wochen, Auszeichnungen, Anmerkungen) | Höchstplatzierung, Gesamtwochen, AuszeichnungChartplatzierungen (Jahr, Titel, Musiklabel, Platzierungen, Wochen, Auszeichnungen, Anmerkungen) | Höchstplatzierung, Gesamtwochen, AuszeichnungChartplatzierungen (Jahr, Titel, Musiklabel, Platzierungen, Wochen, Auszeichnungen, Anmerkungen) | Anmerkungen                                                 |
| Jahr | Titel Musiklabel                                                                      | DE | AT | CH | UK | US | Anmerkungen                                                 |
| ---- | ------------------------------------------------------------------------------------- | --- | --- | --- | --- | --- | ----------------------------------------------------------- |
| 2009 | Live in Concert & in Private Decca Records (UMG) • DEAG Music (Sony)                  | DE28 ×5Fünffachgold · (25 Wo.)DE | AT3 (18 Wo.)AT | CH7 (3 Wo.)CH | — | — | Erstveröffentlichung: 9. Oktober 2009 Verkäufe: + 125.000   |
| 2010 | Rock Symphonies – Open Air Live Decca Records (UMG) • DEAG Music (WMG)                | DE11 Platin · (17 Wo.)DE | AT2 (18 Wo.)AT | CH7 (9 Wo.)CH | — | US? (1 Wo.)US | Erstveröffentlichung: 30. September 2010 Verkäufe: + 65.000 |
| 2012 | Legacy Live in Baden Baden + Playing for My Life Decca Records (UMG)                  | DE*DE | AT8 (1 Wo.)AT | CH7 (1 Wo.)CH | — | — | Erstveröffentlichung: 13. Januar 2012 * siehe Legacy        |
| 2012 | Music – Live in Concert Decca Records • DEAG Music (UMG)                              | DE*DE | AT1 (8 Wo.)AT | CH1 (4 Wo.)CH | — | US14 (1 Wo.)US | Erstveröffentlichung: 26. Oktober 2012 * siehe Music        |
| 2021 | Unlimited – Live from The Arena di Verona Polydor (UMG)                               | DE*DE | — | CH*CH | — | — | Erstveröffentlichung: 19. November 2021 * siehe Unlimited   |
| 2023 | Alive – Live from Caracalla + The Private Life of a Star C Major Entertainment (EAMI) | — | — | — | — | — | Erstveröffentlichung: 17. November 2023                     |

### Musikvideos
| Jahr | Titel                       | Regie            |
| ---- | --------------------------- | ---------------- |
| 2009 | Good Times                  | Andreas Z. Simon |
| 2010 | The 5th                     |                  |
| 2012 | Viva la Vida                |                  |
| 2013 | Io ti penso amore           |                  |
| 2014 | Ma dove sei                 |                  |
| 2015 | Explosive                   |                  |
| 2015 | Dangerous                   |                  |
| 2017 | Bitter Sweet Symphony       |                  |
| 2017 | In the Air Tonight          |                  |
| 2017 | Stairway to Heaven          |                  |
| 2020 | Stayin’ Alive               | Marvin Ströter   |
| 2020 | Happy                       | Marvin Ströter   |
| 2020 | Confutatis                  | Actiontalks      |
| 2020 | Thriller                    | Actiontalks      |
| 2020 | Alle Tage ist kein Sonntag  | Zoran Bihać      |
| 2022 | Space Table Symphony        | Mayk Azzato      |
| 2022 | Ave Maria                   |                  |
| 2022 | Sicilienne                  |                  |
| 2022 | I. Praeludium Op. 97d       |                  |
| 2022 | La fille aux cheveux de lin |                  |
| 2022 | Danse macabre               |                  |
| 2024 | Shape of You                |                  |
| 2024 | Seven Nation Army           |                  |
| 2024 | Naughty Girl                |                  |
| 2024 | Despacito                   |                  |
| 2024 | Wake Me Up                  |                  |
| 2024 | Moves like Jagger           |                  |
| 2024 | As It Was                   |                  |

## Boxsets
| Jahr | Titel Musiklabel                                            | Anmerkungen                             |
| ---- | ----------------------------------------------------------- | --------------------------------------- |
| 2010 | David Garrett – Limited Collector’s Box Decca Records (UMG) | Erstveröffentlichung: 26. November 2010 |

## Promoveröffentlichungen
| Jahr | Titel Album       | Anmerkungen                                                            |
| ---- | ----------------- | ---------------------------------------------------------------------- |
| 2022 | Estrellita Iconic | Erstveröffentlichung: 15. Juli 2022 Original: Manuel María Ponce       |
| 2022 | Sicilienne Iconic | Erstveröffentlichung: 26. August 2022 Original: Maria Theresia Paradis |

## Sonderveröffentlichungen

### Alben
| Jahr | Titel Musiklabel                          | Anmerkungen                                            |
| ---- | ----------------------------------------- | ------------------------------------------------------ |
| 2024 | Valentines Classics Universal Music (UMG) | Erstveröffentlichung: 9. Februar 2024 Mini-Kompilation |
| 2024 | Rock Classics Universal Music (UMG)       | Erstveröffentlichung: 19. April 2024 Mini-Kompilation  |

### Lieder
| Jahr | Titel Album                                 | Anmerkungen |
| ---- | ------------------------------------------- | --- |
| 2007 | Zhi Hun My Cup of Tea                       | Erstveröffentlichung: 24. Juli 2007 Hacken Lee feat. David Garrett                                                                            |
| 2008 | Ich habe keine Tränen mehr 11 Richtige      | Erstveröffentlichung: 17. Oktober 2008 Olli Dittrich feat. David Garrett                                                                      |
| 2012 | How Can I Go On Barcelona (Special Edition) | Erstveröffentlichung: 31. August 2012 Freddie Mercury & Montserrat Caballé feat. David Garrett Original: Freddie Mercury & Montserrat Caballé |
| 2013 | Ma dove sei Love in Portofino               | Erstveröffentlichung: 5. September 2013 Andrea Bocelli feat. David Garrett                                                                    |
| 2013 | Por una cabeza Martynas                     | Erstveröffentlichung: 11. Oktober 2013 Martynas feat. David Garrett                                                                           |
| 2013 | Malafemmena 25 Meraviglioso                 | Erstveröffentlichung: 6. Dezember 2013 José Carreras feat. David Garrett                                                                      |
| 2014 | Beethoven’s Ode to Joy Home Sweet Home      | Erstveröffentlichung: 17. November 2014 Katherine Jenkins feat. David Garrett Original: Ludwig van Beethoven – An die Freude                  |
| 2015 | Anything for Love Piano Princess            | Erstveröffentlichung: 10. Juli 2015 Valentina Babor feat. David Garrett                                                                       |

| Jahr | Titel Album                                                                                               | Anmerkungen                                                                                      |
| ---- | --- | ------------------------------------------------------------------------------------------------ |
| 2002 | Everybody’s Got to Learn Sometime The Night of the Proms 2002 (Pop Meets Classic)                         | Erstveröffentlichung: Dezember 2002 John Miles feat. David Garrett; Original: The Korgis         |
| 2009 | Good Times Dein Song                                                                                      | Erstveröffentlichung: 20. November 2009 mit Katharina Scharlack                                  |
| 2014 | I Have a Dream Dancing Queens un tributo para ABBA                                                        | Erstveröffentlichung: 9. September 2014 Original: ABBA                                           |
| 2017 | Musikalische Reise Sesamstraße präsentiert – Ernie und Bert singen mit Stars                              | Erstveröffentlichung: 27. Januar 2017 mit Ernie & Bert                                           |
| 2020 | Violin Sonata No. 5 in F Major, Op. 24 "Spring": I. Allegro The Power of Beethoven                        | Erstveröffentlichung: 21. September 2020 mit Alexander Markovich; Original: Ludwig van Beethoven |
| 2020 | Violin Sonata No. 5 in F Major, Op. 24 "Spring": II. Adagio molto espressivo The Power of Beethoven       | Erstveröffentlichung: 21. September 2020 mit Alexander Markovich; Original: Ludwig van Beethoven |
| 2020 | Violin Sonata No. 5 in F Major, Op. 24 "Spring": III. Scherzo (Allegro molto) The Power of Beethoven      | Erstveröffentlichung: 21. September 2020 mit Alexander Markovich; Original: Ludwig van Beethoven |
| 2020 | Violin Sonata No. 5 in F Major, Op. 24 "Spring": IV. Rondo (Allegro ma non troppo) The Power of Beethoven | Erstveröffentlichung: 21. September 2020 mit Alexander Markovich; Original: Ludwig van Beethoven |

## Statistik

### Chartauswertung
Die folgende Aufstellung beinhaltet eine Übersicht über die Charterfolge von Garrett in den Album-, Single- sowie den Musik-DVD-Charts. Zu berücksichtigen ist, dass sich Videoalben in Deutschland in den Albumcharts platzieren. In den anderen Ländern werden separate Musik-DVD-Charts geführt.
|                     | DE     | AT     | CH     | UK    | US    |
| ------------------- | ------ | ------ | ------ | ----- | ----- |
| Nummer-eins-Alben   | DE1DE  | AT—AT  | CH—CH  | UK—UK | US—US |
| Top-10-Alben        | DE12DE | AT11AT | CH4CH  | UK—UK | US—US |
| Alben in den Charts | DE15DE | AT15AT | CH14CH | UK4UK | US2US |

|                       | DE    | AT    | CH    | UK    | US    |
| --------------------- | ----- | ----- | ----- | ----- | ----- |
| Nummer-eins-Singles   | DE—DE | AT—AT | CH—CH | UK—UK | US—US |
| Top-10-Singles        | DE1DE | AT—AT | CH—CH | UK—UK | US—US |
| Singles in den Charts | DE2DE | AT—AT | CH2CH | UK—UK | US—US |

|                          | DE    | AT    | CH    | UK    | US    |
| ------------------------ | ----- | ----- | ----- | ----- | ----- |
| Nummer-eins-Videoalben   | DE—DE | AT1AT | CH1CH | UK—UK | US—US |
| Top-10-Videoalben        | DE—DE | AT4AT | CH4CH | UK—UK | US—US |
| Videoalben in den Charts | DE2DE | AT4AT | CH4CH | UK—UK | US2US |

### Auszeichnungen für Musikverkäufe
| Goldene Schallplatte - Brasilien - 2013: für das Videoalbum Rock Symphonies – Open Air live - 2024: für das Lied Viva la Vida | Platin-Schallplatte - Mexiko - 2014: für das Album Rock Symphonies |

Anmerkung: Auszeichnungen in Ländern aus den Charttabellen bzw. Chartboxen sind in ebendiesen zu finden.
| Land/RegionAuszeichnungen für Musikverkäufe (Land/Region, Auszeichnungen, Verkäufe, Quellen) | Gold       | Platin       | Verkäufe  | Quellen             |
| -------------------------------------------------------------------------------------------- | ---------- | ------------ | --------- | ------------------- |
| Brasilien (PMB)                                                                              | 2× Gold2   | —            | 45.000    | pro-musicabr.org.br |
| Deutschland (BVMI)                                                                           | 9× Gold9   | 12× Platin12 | 2.705.000 | musikindustrie.de   |
| Mexiko (AMPROFON)                                                                            | —          | Platin1      | 60.000    | amprofon.com.mx     |
| Österreich (IFPI)                                                                            | 3× Gold3   | 5× Platin5   | 120.000   | ifpi.at             |
| Insgesamt                                                                                    | 14× Gold14 | 18× Platin18 |           |                     |